# DiaMed Holding
Die DiaMed Holding AG mit Sitz in Cressier FR ist international tätiges Schweizer Medizintechnikunternehmen, das auf Forschung und Entwicklung sowie Produktion und Dienstleistungen für Labordiagnostik-Produkte spezialisiert ist. DiaMed fokussiert sich auf Testmethoden und Produkte in den Bereichen Immunhämatologie, Hämostase, Thrombozytenserologie und Thrombozytenfunktion, Hämatologie, Parasitologie und Infektionskrankheiten sowie Veterinärdiagnostik. Die Unternehmensgruppe beschäftigt rund 800 Mitarbeiter und erwirtschaftete 2006 einen Umsatz von 271 Millionen Schweizer Franken. Seit Ende 2007 befindet sich das Unternehmen mehrheitlich im Besitz der US-amerikanischen Bio-Rad Laboratories, Inc.

## Geschichte
DiaMed wurde 1977 durch Experten der Labormedizin gegründet. Ziel war es, einfache, sichere und zuverlässige Testsysteme anzubieten. Das Unternehmen produzierte anfänglich flüssig-stabile Enzym-Reagenzien, 
Lösungen mit geringer Ionenstärke (LISS), flüssige Gerinnungsreagenzien sowie Zellwaschzentrifugen. 
Der Durchbruch gelang dem Unternehmen 1988 mit der Einführung eines für Geltests verwendeten Systems, das eine grundlegende Änderung der Methodik in der Blutgruppenserologie mit sich brachte. In den darauf folgenden Jahren etablierte sich DiaMed als weltweit führendes Unternehmen in der Immunhämatologie. Im Oktober 2007 erwarb Bio-Rad Laboratories, ein internationaler Hersteller und Anbieter von Produkten für die Forschung sowie Diagnostikasystemen für klinische Laboratorien 77,7 Prozent der Aktien der DiaMed Holding. 